# ニシナ百貨店
ニシナ百貨店（にしなひゃっかてん 登記社名: 株式会社仁科百貨店）は、岡山県南部地域を営業範囲とするスーパーマーケットである。
1986年（昭和61年）3月22日に日本流通産業（ニチリウグループ）に加盟している。
社名に「百貨店」を含んでいるが、中小規模店舗を中心としたこともあり、店舗単位を含めても日本百貨店協会に加盟した経歴がない。

## 概要
仁科喜惣治が後の倉敷市中畝で1897年（明治30年）に「浜中屋にしな百貨店」として日用雑貨類を販売する雑貨店を開いたのが始まりである。
1930年（昭和5年）に仁科静男が事業を継承し、1949年（昭和24年）8月1日に資本金100万円で「株式会社 仁科百貨店」を設立して法人化した。
1950年（昭和25年）10月21日に「水島百貨店」を吸収合併して、水島に営業所を開設した。
水島銀座と呼ばれていた繁華街の中心部にあった
第2次世界大戦中に天満屋が経営していた木造2階建て・延べ床面積約200坪の店舗を主力店として営業していた。
しかし、1961年（昭和36年）4月9日に衣料品売り場から出火して全焼した。
この火災の後に改築し、、1962年（昭和37年）11月に「仁科百貨店ビル」を建設して大型小売店舗を開店した。
大規模小売店舗法の規制に対応するため、水島地区で食料品と日用雑貨を扱う150坪型をメーンに展開してきた
1986年（昭和61年）3月22日に日本流通産業（ニチリウグループ）に加盟し、同社のプライベートブランドを仕入れて商品の低価格化を図った。
同年11月にはベスト電器のフランチャイズ店「ベスト電器水島店」を開店した。（閉店）
1989年（平成元年）4月26日開店の中島店を皮切りに450坪の新たなフォーマットの店舗の展開を始め、1994年（平成6年）12月に物流センターに併設する形で精肉や鮮魚などの加工を行うプロセスセンターを開設した。
1995年（平成7年）8月9日開店の西大寺店からはスーパーとドラッグストアの特徴を併せ持つ新たなフォーマットの店舗の展開を進めるようになった。
2000年代以降は新たな店舗ブランド「フードバスケット」での新規出店を進め、従来の「ニシナ」店舗も改装に合わせてフードバスケットへのリブランドを順次進めていった。
2022年3月9日、ニシナフードバスケット中畝店が岡山県倉敷市内一部の地域を対象にネットスーパーサービスを開始した。
2024年2月18日、約26年間フランチャイズ契約していたTSUTAYA水島店が閉店。
ブルーチップに加盟していた。
店内ではオリジナルの店内ソングが流れ、アナウンスは元山陽放送アナウンサーの浜家輝雄が担当している。

## 店舗

### ニシナ
- 本店（倉敷市水島東常磐町10-5[17]、1958年（昭和33年）12月開店[17]）

延べ床面積約4,600m2、売場面積約3,200m2

### かつて存在した店舗
- 寿町店（倉敷市東寿町1-2[18]、1968年（昭和43年）12月1日開店[18]）

延べ床面積約825m2、売場面積約660m2
- (株)仁科電化センター（倉敷市水島東常磐町7-19[19]

家庭電化製品
- 津高店（1980年（昭和55年）3月開店[20]）
- 北畝店（倉敷市北畝[21]、1978年（昭和53年）開店[8]、売場面積約495m2[21]）
- 茶屋町店（倉敷市茶屋町[21]、売場面積約400m2[21]）
- 笹沖店（倉敷市笹沖[21]、売場面積約1,434m2[21]）
- 花の街店（倉敷市宮前[21]、売場面積約1,462m2[21]）
- 西の浦店（倉敷市連島町西の浦[21]、売場面積約2,010m2[21]）
- 常盤店（倉敷市常盤町[21]、売場面積約779m2[21]）

- 小溝店（倉敷市中島字小溝2661-1[22]、2000年（平成12年）10月29日閉店[22]、売場面積約1,330m2[21]）

- （初代）真備店（倉敷市真備町、1980年（昭和55年）6月開店[9]）

（2代目）真備店（倉敷市真備町川辺2000-5、鉄筋コンクリート造一部鉄骨造り2階建て・延べ床面積4,349m2、売場面積3,353m2）が1995年（平成7年）11月に開店した>。
- 早島店（都窪郡早島町[21]、売場面積約400m2[21]）

- 奧田店（岡山市奥田[21]、1978年（昭和53年）11月開店[20]、売場面積約400m2[21]）

- 津山サンバレー店（津山市小田中[21]、売場面積約688m2[21]）
- 小原店（津山市小原129-7[25]、売場面積約1,334m2[25]）

鉄骨造り平屋建ての店舗だった。

## 事業所
- 本部 - 倉敷市連島町連島1990
- 物流センター - 倉敷市連島町連島1990
- ニシナドライセンター - 倉敷市片島町980-2